# Papiros de Oxirrinco

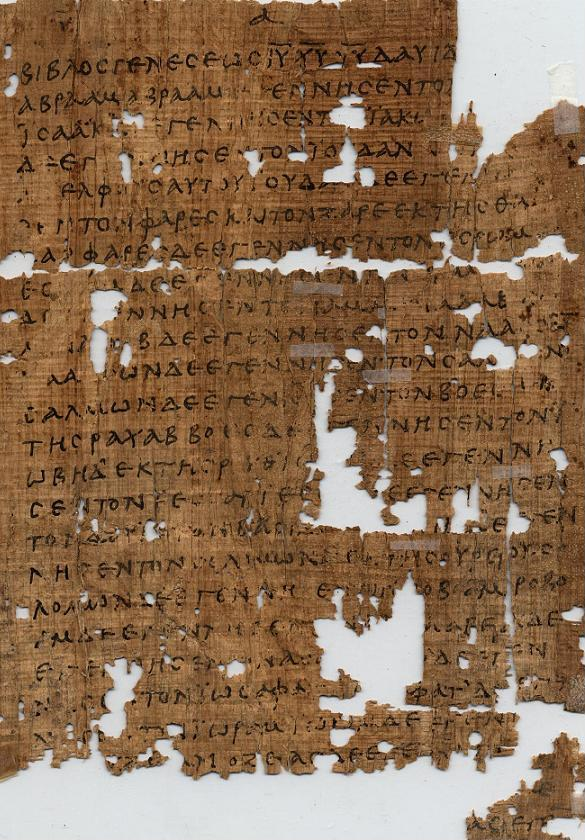
Papiro 1, descoberto em Oxirrinco

Os Papiros de Oxirrinco (ou Oxyrhynchus Papyri) são um grupo de manuscritos, a maioria em papiro, descobertos por arqueólogos num antigo depósito de lixo perto de Oxirrinco no Egito (28° 32' 09" N 30° 39' 19" E, moderna el-Bahnasa). Os manuscritos datam dos séculos I ao VI d.C. e incluem milhares de documentos em grego e em latim, cartas e obras literárias. Também encontraram alguns poucos manuscritos em papel velino e uns textos em árabe em papel (por exemplo, o P. Oxy. VI 1006, medieval).
Os papiros da coleção foram dispersados e estão atualmente alojados pelo mundo todo. Uma quantidade substancial encontra-se no Ashmolean Museum na Universidade de Oxford. Os papiros desta coleção são geralmente referenciados como P. Oxy ou POXY.

## Os textos
Ainda que a esperança inicial de encontrar muitas obras perdidas da antiguidade em Oxirrinco não tenha se realizado, muitos importantes textos gregos foram encontrados no local. Entre eles incluem-se poemas de Píndaro, fragmentos de Safo e Alceu e trechos maiores de Álcman, Íbico e Corina.
Há também extensos trechos de Hypsipyle de Eurípides, fragmentos de comédias de Menandro e uma grande porção de Ichneutae de Sófocles. Ali também foram encontrados os mais antigos e mais completos diagramas dos "Os Elementos" de Euclides. Estes fragmentos levara à uma reavaliação da precisão das fontes antigas para os "Os Elementos", revelando que a versão de Teão de Alexandria era mais autoritativa do que se acreditava antes segundo Thomas Little Heath. Outro importante achado foi o tratado histórico hoje conhecido como Hellenica Oxyrhynchia, cujo autor é desconhecido, mas pode ter sido Éforo de Cime ou, como muitos acreditam, Crátipo de Atenas. A Vida de Eurípides por Sátiro, o Peripatético também foi desenterrado ali, mas a mais importante descoberta em latim foi uma epítome de sete dos 107 livros perdidos de Lívio.
O autor clássico mais beneficiado pelas descobertas em Oxirrinco foi o autor de teatro ateniense Menandro (342–291 a.C.), cujas comédias eram muito populares no período helenístico e cujos trabalhos são frequentemente encontrados em fragmentos de papiro. Entre elas, estão Misoumenos, Dis Exapaton, Epitrepontes, Karchedonios, Dyskolos e Kolax. Estas descobertas tiveram grande influência no status de Menandro entre os estudiosos dos clássicos e especialistas no Teatro grego.
Existe um tabela online com a lista completa de cada papiro (ou fragmento) e um breve descritivo de cada um.

## Manuscritos Teológicos
Entre os textos encontrados em Oxirrinco, estavam fragmentos de primitivos Evangelhos não-canônicos, Oxirrinco 840 (século III d.C.) e Oxirrinco 1224 (século IV d.C.). Também foram preservados partes de muitos livros do Novo e Antigo Testamento, assim como obras apócrifas, tratados dos Pais da Igreja (Ireneu de Lyon, por exemplo). Além disso, há também numerosos hinos, orações e cartas dos primeiros anos do Cristianismo.
Todos os manuscritos classificados como "teológicos" entre os Papiros de Oxirrinco estão listados mais abaixo. Uns poucos que pertencem a múltiplos gêneros ou cujo gênero não esteja consistentemente tratado nos volumes dos Papiros também foram incluídos. Por exemplo, a citação do Salmos 90 (P. Oxy. XVI 1928) associada com um amuleto foi classificado de acordo com o seu gênero primário como "texto mágico", embora esteja incluído aqui entre os textos do Antigo Testamento.

### Antigo Testamento
A Bíblia hebraica foi traduzida para o grego entre os séculos III e I a.C. Esta tradução, chamada Septuaginta (abreviada "LXX", ambos significando 70 em latim) por ser uma tradução compilada por 72 escribas judeus em Alexandria, no Egito. Ela é citada no Novo Testamento e é encontrada encadernada junto com ele nos códices unciais Codex Sinaiticus (ALEF), Codex Alexandrinus (A) e o Codex Vaticanus (B). A Septuaginta inclui livros chamados Apócrifos, cuja autoridade é contestada (veja próxima seção). Porções dos livros do Antigo Testamento de autoridade não disputada encontrados nos Papiros de Oxirrinco estão listados nesta seção.
- O primeiro número (Vol) é o volume dos Papiros de Oxirrinco em que o manuscrito está publicado.
- O segundo número (Oxy) é a sequência geral de publicação nos Papiros de Oxirrinco.
- A abreviação padrão dos Papiros é:

P. Oxy. <volume em Numerais romanos><sequência de publicação - Oxy)>.
- - O contexto esclarecerá sempre se o numeral 'LXX' se refere ao volume 70 dos Papiros ou à Septuaginta.
- P. Oxy. VIII 1073 é uma versão em Latim antigo do Gênesis. Os demais manuscritos são provavelmente cópias da Septuaginta.
- Datas estimadas até o divisor de 50 mais próximo.
- Conteúdo é informado sobre o o verso mais próximo, quando conhecido.

| Vol  | Oxy  | Data | Material     | Conteúdo                                                         | Instituição                                                                                        | Cidade, Estado                  | País        |
| ---- | ---- | ---- | ------------ | ---------------------------------------------------------------- | -------------------------------------------------------------------------------------------------- | ------------------------------- | ----------- |
| IV   | 656  | 150  | Papiro       | Gênesis 14:21–23; 15:5–9; 19:32–20:11; 24:28–47; 27:32–33, 40–41 | Biblioteca Bodleiana; MS.Gr.bib.d.5(P)                                                             | Oxford                          | Reino Unido |
| VI   | 845  | 400  | Papiro       | Salmos 68; 70                                                    | Museu Egípcio; JE 41083                                                                            | Cairo                           | Egito       |
| VI   | 846  | 550  | Papiro       | Amós 2                                                           | Universidade da Pensilvânia; E 3074                                                                | Filadélfia Pensilvânia          | EUA         |
| VII  | 1007 | 400  | Papiro       | Gênesis 2–3                                                      | Museu Britânico; Inv. 2047                                                                         | Londres                         | Reino Unido |
| VIII | 1073 | 350  | Papiro       | Gênesis 5–6 Latim antigo                                         | Museu Britânico; Inv. 2052                                                                         | Londres                         | Reino Unido |
| VIII | 1074 | 250  | Papiro       | Êxodo 31–32                                                      | Universidade de Illinois; GP 1074                                                                  | Urbana, Illinois                | EUA         |
| VIII | 1075 | 250  | Papiro       | Êxodo 11:26–32                                                   | Biblioteca Britânica; Inv. 2053 (recto)                                                            | Londres                         | Reino Unido |
| IX   | 1166 | 250  | Papiro       | Gênesis 16:8–12                                                  | Biblioteca Britânica; Inv. 2066                                                                    | Londres                         | Reino Unido |
| IX   | 1167 | 350  | Papiro       | Gênesis 31                                                       | Seminário Teológico de Princeton Pap. 9                                                            | Princeton Nova Jérsei           | EUA         |
| IX   | 1168 | 350  | Papel velino | Josué 4-5                                                        | Seminário Teológico de Princeton Pap. 10                                                           | Princeton Nova Jérsei           | EUA         |
| X    | 1225 | 350  | Papiro       | Levítico 16                                                      | Seminário Teológico de Princeton Pap. 12                                                           | Princeton Nova Jérsei           | EUA         |
| X    | 1226 | 300  | Papiro       | Salmos 7–8                                                       | Universidade de Liverpool Class. Gr. Libr. 4241227                                                 | Liverpool                       | Reino Unido |
| XI   | 1351 | 350  | Papiro       | Levítico 27                                                      | Biblioteca Ambrose Swasey; 886.4 Colgate Rochester Crozer Divinity School (antes da venda privada) | Rochester Estado de Nova Iorque | EUA         |
| XI   | 1352 | 325  | Papel velino | Salmos 82–83                                                     | Museu Egípcio; JE 47472                                                                            | Cairo                           | Egito       |
| XV   | 1779 | 350  | Papiro       | Salmos 1                                                         | United Theological Seminary                                                                        | Dayton (Ohio), Ohio             | EUA         |
| XVI  | 1928 | 500  | Papiro       | Salmos 90 amuleto                                                | Ashmolean Museum                                                                                   | Oxford                          | Reino Unido |
| XVII | 2065 | 500  | Papiro       | Salmos 90                                                        | Ashmolean Museum                                                                                   | Oxford                          | Reino Unido |
| XVII | 2066 | 500  | Papiro       | Eclesiastes 6–7                                                  | Ashmolean Museum                                                                                   | Oxford                          | Reino Unido |
| XXIV | 2386 | 500  | Papiro       | Salmos 83–84                                                     | Ashmolean Museum                                                                                   | Oxford                          | Reino Unido |
| L    | 3522 | 50   | Papiro       | Livro de Jó 42.11–12                                             | Ashmolean Museum                                                                                   | Oxford                          | Reino Unido |
| LX   | 4011 | 550  | Papiro       | Salmos 75 interlinear                                            | Ashmolean Museum                                                                                   | Oxford                          | Reino Unido |
| LXV  | 4442 | 225  | Papiro       | Êxodo 20:10–17, 18–22                                            | Ashmolean Museum                                                                                   | Oxford                          | Reino Unido |
| LXV  | 4443 | 100  | Papiro       | Livro de Ester 6–7                                               | Ashmolean Museum                                                                                   | Oxford                          | Reino Unido |

#### Apócrifos do Antigo Testamento
Deuterocanônicos é como são chamados os livros que são reconhecidos como cânone no Antigo Testamento da Igreja Católica e da Igreja Ortodoxa, não eram parte do Tanakh ("Bíblica judaica") e não foram incluídos no Antigo Testamento Protestante.
- As duas cópias de Tobias são edições diferentes do texto conhecido na Septuaginta ("não LXX" indicado na tabela).

| Vol  | Oxy  | Data | Material     | Conteúdo                            | Instituição                                           | Cidade, Estado      | País        |
| ---- | ---- | ---- | ------------ | ----------------------------------- | ----------------------------------------------------- | ------------------- | ----------- |
| III  | 403  | 400  | Papiro       | Apocalipse de Baruque 12–14         | St. Mark's Library General Theological Seminary       | Nova Iorque, NY     | EUA         |
| VII  | 1010 | 350  | Papiro       | II Esdras 16:57–59                  | Biblioteca Bodleiana MS.Gr.bib.g.3(P)                 | Oxford              | Reino Unido |
| VIII | 1076 | 550  | Papiro       | Tobias 2 não LXX                    | Biblioteca Universitária John Rylands 448             | Manchester          | Reino Unido |
| XIII | 1594 | 275  | Papel velino | Tobias 12 não LXX                   | Biblioteca daUniversidade de Cambridge Add.MS. 6363   | Cambridge           | Reino Unido |
| XIII | 1595 | 550  | Papiro       | Eclesiastes 1                       | Palestine Institute Museum Pacific School of Religion | Berkeley Califórnia | EUA         |
| XVII | 2069 | 400  | Papiro       | 1 Enoque 85.10–86.2, 87.1–3         | Ashmolean Museum                                      | Oxford              | Reino Unido |
| XVII | 2074 | 450  | Papiro       | Apóstrofe do Livro da Sabedoria [?] | Ashmolean Museum                                      | Oxford              | Reino Unido |
| LXV  | 4444 | 350  | Papel velino | Livro da Sabedoria 4:17–5:1         | Ashmolean Museum                                      | Oxford              | Reino Unido |

#### Outros papiros relacionados
| Vol   | Oxy  | Data | Material | Conteúdo                      | Instituição          | Cidade, Estado | País        |
| ----- | ---- | ---- | -------- | ----------------------------- | -------------------- | -------------- | ----------- |
| IX    | 1173 | 250  | Papiro   | Fílon de Alexandria           | Biblioteca Bodleiana | Oxford         | Reino Unido |
| XI    | 1356 | 250  | Papiro   | Fílon de Alexandria           | Biblioteca Bodleiana | Oxford         | Reino Unido |
| XVIII | 2158 | 250  | Papiro   | Fílon de Alexandria           | Ashmolean Museum     | Oxford         | Reino Unido |
| XXXVI | 2745 | 400  | Papiro   | Onomástica de nomes hebraicos | Ashmolean Museum     | Oxford         | Reino Unido |

### Novo Testamento
Os Papiros de Oxirrinco nos deram o mais numeroso subgrupo de cópias primitivas do Novo Testamento. São porções sobreviventes de Códices escritos em grego uncial em papiros. Os primeiros foram escavados por Bernard Pyne Grenfell e Arthur Surridge Hunt em Oxirrinco, no Egito, início do século XX d.C. Dos 124 Papiros do Novo Testamento, cinquenta (40%) são de Oxirrinco.
O mais antigo é datado no início do século II d.C., portanto foram copiados no período de aproximadamente um século após os documentos originais do Novo Testamento terem sido escritos
Grenfell e Hunt descobriram o primeiro papiro do Novo Testamento ({\displaystyle {\mathfrak {P}}}1) logo no segundo dia de escavação durante o inverno de 1896-97. Esta, assim como outras descobertas iniciais, foi publicada em 1898 no primeiro dos agora setenta volumes do trabalho, Os Papiros de Oxirrinco (The Oxyrhynchus Papyri no original)
- A terceira coluna (CRG) refere-se à sequencia padrão de Caspar René Gregory.
- P indica um manuscrito em papiro, um número começando com zero indica papel velino.
- O número CRG é uma citação abreviada adequada para manuscritos do Novo Testamento.
- Conteúdo é dado até o capítulo mais próximo; versos não listados.

Papyrus P^{208}: João 16.

| Vol        | Oxy       | CRG  | Data            | Conteúdo                                    | Instituição                                                        | Cidade, Estado          | País        |
| ---------- | --------- | ---- | --------------- | ------------------------------------------- | ------------------------------------------------------------------ | ----------------------- | ----------- |
| I          | 2         | P1   | 250             | Mateus 1                                    | Universidade da Pensilvânia                                        | Filadélfia Pensilvânia  | EUA         |
| I          | 3         | 069  | 500             | Marcos 10:50-51; 11:11-12                   | Frederick Haskell Instituto Oriental Universidade de Chicago; 2057 | Chicago Illinois        | EUA         |
| II         | 208=1781  | P5   | 250             | João 1, 16, 20                              | Biblioteca Britânica                                               | Londres                 | Reino Unido |
| II         | 209       | P10  | 350             | Romanos 1                                   | Houghton Library, Harvard                                          | Cambridge Massachusetts | EUA         |
| III        | 401       | 071  | 500             | Mateus 10–11 †                              | Museu Semítico de Harvard; 3735                                    | Cambridge Massachusetts | EUA         |
| III        | 402       | P9   | 250             | 1 João 4                                    | Houghton Library, Harvard                                          | Cambridge Massachusetts | EUA         |
| IV         | 657       | P13  | 250             | Hebreus 2–5, 10–12                          | Biblioteca Britânica                                               | Londres                 | Reino Unido |
| VI         | 847       | 0162 | 300             | João 2                                      | Metropolitan Museum of Art                                         | New York                | EUA         |
| VI         | 848       | 0163 | 450             | Apocalipse 16                               | Metropolitan Museum of Art                                         | Nova Iorque, NY         | EUA         |
| VII        | 1008      | P15  | 250             | I Coríntios 7–8                             | Museu Egípcio                                                      | Cairo                   | Egito       |
| VII        | 1009      | P16  | 300             | Filipenses 3–4                              | Museu Egípcio                                                      | Cairo                   | Egito       |
| VIII       | 1078      | P17  | 350             | Hebreus 9                                   | Biblioteca da Universidade de Cambridge                            | Cambridge               | Reino Unido |
| VIII       | 1079      | P18  | 300             | Apocalipse 1                                | Biblioteca Britânica                                               | Londres                 | Reino Unido |
| VIII       | 1080      | 0169 | 350             | Apocalipse 3–4                              | Robert Elliott Speer Library Seminário Teológico de Princeton      | Princeton               | EUA         |
| IX         | 1169      | 0170 | 500             | Mateus 6                                    | Robert Elliott Speer Library Seminário Teológico de Princeton      | Princeton               | EUA         |
| IX         | 1170      | P19  | 400             | Mateus 10–11                                | Biblioteca Bodleiana                                               | Oxford                  | Reino Unido |
| IX         | 1171      | P20  | 250             | Tiago 2–3                                   | Harvey S. Firestone Memorial Library, Universidade de Princeton    | Princeton New Jersey    | EUA         |
| X          | 1227      | P21  | 400             | Mateus 12                                   | Muhlenberg College                                                 | Allentown Pensilvânia   | EUA         |
| X          | 1228      | P22  | 250             | João 15–16                                  | Glasgow University Library                                         | Glasgow                 | Reino Unido |
| X          | 1229      | P23  | 250             | Tiago 1                                     | Universidade de Illinois                                           | Urbana, Illinois        | EUA         |
| X          | 1230      | P24  | 350             | Apocalipse 5–6                              | Franklin Trask Library Andover Newton Theological School           | Newton Massachusetts    | EUA         |
| XI         | 1353      | 0206 | 350             | I Pedro 5                                   | Seminário Teológico Unido                                          | Dayton, Ohio            | EUA         |
| XI         | 1354      | P26  | 600             | Romanos 1                                   | Joseph S. Bridwell Library Southern Methodist University           | Dallas, Texas           | EUA         |
| XI         | 1355      | P27  | 250             | Romanos 8–9                                 | Biblioteca da Universidade de Cambridge                            | Cambridge               | Reino Unido |
| XIII       | 1596      | P28  | 250             | João 6                                      | Palestine Institute Museum Pacific School of Religion              | Berkeley Califórnia     | EUA         |
| XIII       | 1597      | P29  | 250             | Atos 26                                     | Biblioteca Bodleiana                                               | Oxford                  | Reino Unido |
| XIII       | 1598      | P30  | 250             | I Tessalonicenses 4–5; II Tessalonicenses 1 | Biblioteca da Universidade de Gante                                | Gante                   | Bélgica     |
| XV         | 1780      | P39  | 250             | João 8                                      | Ambrose Swasey Library                                             | Rochester New York      | EUA         |
| XV         | 1781=208  | P5   | 250             | João 1, 16, 20                              | Biblioteca Britânica                                               | Londres                 | Reino Unido |
| XVIII      | 2157      | P51  | 400             | Gálatas 1                                   | Ashmolean Museum                                                   | Oxford                  | Reino Unido |
| XXIV       | 2383      | P69  | 250             | Lucas 22                                    | Ashmolean Museum                                                   | Oxford                  | Reino Unido |
| XXIV       | 2384      | P70  | 250             | Mateus 2–3, 11–12, 24                       | Ashmolean Museum                                                   | Oxford                  | Reino Unido |
| XXIV       | 2385      | P71  | 350             | Mateus 19                                   | Ashmolean Museum                                                   | Oxford                  | Reino Unido |
| XXXIV/LXIV | 2683/4405 | P77  | 200             | Mateus 23                                   | Ashmolean Museum                                                   | Oxford                  | Reino Unido |
| XXXIV      | 2684      | P78  | 300             | Judas                                       | Ashmolean Museum                                                   | Oxford                  | Reino Unido |
| L          | 3523      | P90  | 150             | João 18–19                                  | Ashmolean Museum                                                   | Oxford                  | Reino Unido |
| LXIV       | 4401      | P101 | 250             | Mateus 3–4                                  | Ashmolean Museum                                                   | Oxford                  | Reino Unido |
| LXIV       | 4402      | P102 | 300             | Mateus 4                                    | Ashmolean Museum                                                   | Oxford                  | Reino Unido |
| LXIV       | 4403      | P103 | 200             | Mateus 13–14                                | Ashmolean Museum                                                   | Oxford                  | Reino Unido |
| LXIV       | 4404      | P104 | 150             | Mateus 21?                                  | Ashmolean Museum                                                   | Oxford                  | Reino Unido |
| LXIV       | 4406      | P105 | 500             | Mateus 27–28                                | Ashmolean Museum                                                   | Oxford                  | Reino Unido |
| LXV        | 4445      | P106 | 250             | João 1                                      | Ashmolean Museum                                                   | Oxford                  | Reino Unido |
| LXV        | 4446      | P107 | 250             | João 17                                     | Ashmolean Museum                                                   | Oxford                  | Reino Unido |
| LXV        | 4447      | P108 | 250             | João 17, 18                                 | Ashmolean Museum                                                   | Oxford                  | Reino Unido |
| LXV        | 4448      | P109 | 250             | João 21                                     | Ashmolean Museum                                                   | Oxford                  | Reino Unido |
| LXV        | 4449      | P100 | 300             | Tiago 3–5                                   | Sackler Library                                                    | Oxford                  | Reino Unido |
| LXVI       | 4494      | P110 | 350             | Mateus 10                                   | Sackler Library                                                    | Oxford                  | Reino Unido |
| LXVI       | 4495      | P111 | 250             | Lucas 17                                    | Ashmolean Museum                                                   | Oxford                  | Reino Unido |
| LXVI       | 4496      | P112 | 450             | Atos 26–27                                  | Ashmolean Museum                                                   | Oxford                  | Reino Unido |
| LXVI       | 4497      | P113 | 250             | Romanos 2                                   | Ashmolean Museum                                                   | Oxford                  | Reino Unido |
| LXVI       | 4498      | P114 | 250             | Hebreus 1                                   | Ashmolean Museum                                                   | Oxford                  | Reino Unido |
| LXVI       | 4499      | P115 | 300             | Apocalipse 2–3, 5–6, 8–15                   | Ashmolean Museum                                                   | Oxford                  | Reino Unido |
| LXVI       | 4500      | 0308 | 350             | Apocalipse 11:15–18                         | Ashmolean Museum                                                   | Oxford                  | Reino Unido |
| LXXI       | 4803      | P119 | 250             | João 1:21–28, 38–44                         | Ashmolean Museum                                                   | Oxford                  | Reino Unido |
| LXXI       | 4804      | P120 | 350             | João 1:25–28, 33-38, 42–44                  | Ashmolean Museum                                                   | Oxford                  | Reino Unido |
| LXXI       | 4805      | P121 | 250             | João 19:17–18, 25–26                        | Ashmolean Museum                                                   | Oxford                  | Reino Unido |
| LXXI       | 4806      | P122 | 4th/5th century | João 21:11–14, 22–24                        | Ashmolean Museum                                                   | Oxford                  | Reino Unido |
| LXXI       | 4844      | P123 | 4th/5th century | I Coríntios 14:31–34; 15:3–6                | Ashmolean Museum                                                   | Oxford                  | Reino Unido |
| LXXI       | 4845      | P124 | 4th/5th century | II Coríntios 11:1-4, 6-9                    | Ashmolean Museum                                                   | Oxford                  | Reino Unido |
| LXXI       | 4934      | P125 | 3rd/4th century | 1 Pedro 1:23-2:5.7-12                       | Ashmolean Museum                                                   | Oxford                  | Reino Unido |

#### Apócrifos do Novo Testamento
A coleção dos Papiros de Oxirrinco  contém por volta de 20 manuscritos apócrifos, trabalhos do Cristianismo primitivo que se apresentaram como lívros canônicos, mas que eventualmente não foram aprovados como tal pela ortodoxia, muitos deles Gnósticos. Entre eles estão incluídos o Evangelho de Tomé, o Evangelho de Maria, Evangelho de Pedro, Proto-Evangelho de Tiago, o Pastor de Hermas e o Didaquê. Também foram encontrados alguns manuscritos com evangelhos desconhecidos (chamados Evangelhos de Oxirrinco).
Os três manuscritos de Tomé representam a única cópia em grego deste trabalho, sendo a outra uma versão em copta num manuscrito encontrado na Biblioteca de Nag Hammadi. P. Oxy. 4706, um manuscrito do Pastor de Hermas é notável por causa de duas seções, Visões e Mandamentos, que se acreditava que circulassem com frequência de forma independente, foram encontradas no mesmo rolo.
- P. Oxy. V 840 e P. Oxy. XV 1782 são em papel velino.
- 2949?, 3525, 3529? 4705 e 4706 são rolos e o resto, códices.

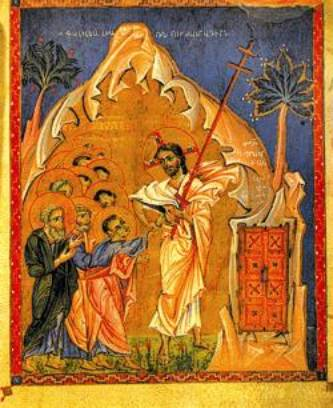
A incredulidade de São Tomé, Malatia Gospel, 1267-1268, The Incredulity of Thomas, Yerevan, Matenadaran, No. 10675

| Vol                 | Oxy  | Data | Conteúdo                                                  | Instituição                                           | Cidade, Estado          | País        |
| ------------------- | ---- | ---- | --------------------------------------------------------- | ----------------------------------------------------- | ----------------------- | ----------- |
| Escritos primitivos |      |      |                                                           |                                                       |                         |             |
| LXIX                | 4705 | 250  | Pastor de Hermas, Visões 1:1, 8–9                         | Ashmolean Museum                                      | Oxford                  | Reino Unido |
| LXIX                | 4706 | 200  | Pastor de Hermas Visões 3–4; Mandamentos 2; 4–9           | Ashmolean Museum                                      | Oxford                  | Reino Unido |
| L                   | 3526 | 350  | Pastor de Hermas, Mandamentos 5–6 [mesmo códice que 1172] | Ashmolean Museum                                      | Oxford                  | Reino Unido |
| XV                  | 1783 | 325  | Pastor de Hermas, Mandamentos 9                           |                                                       |                         |             |
| IX                  | 1172 | 350  | Pastor de Hermas, Parables 2:4–10 [mesmo códice que 3526] | Biblioteca Britânica; Inv. 224                        | Londres                 | Reino Unido |
| LXIX                | 4707 | 250  | Pastor, Parables 6:3–7:2                                  | Ashmolean Museum                                      | Oxford                  | Reino Unido |
| XIII                | 1599 | 350  | Pastor de Hermas, Parables 8                              |                                                       |                         |             |
| L                   | 3527 | 200  | Pastor de Hermas, Parables 8:4–5                          | Ashmolean Museum                                      | Oxford                  | Reino Unido |
| L                   | 3528 | 200  | Pastor, Parables 9:20–22                                  | Ashmolean Museum                                      | Oxford                  | Reino Unido |
| III                 | 404  | 300  | Pastor de Hermas                                          |                                                       |                         |             |
| XV                  | 1782 | 350  | Didaquê 1–3                                               | Ashmolean Museum                                      | Oxford                  | Reino Unido |
| Pseudoepígrafos     |      |      |                                                           |                                                       |                         |             |
| I                   | 1    | 200  | Evangelho de Tomé                                         | Biblioteca Bodleiana Ms. Gr. Th. e 7 (P)              | Oxford                  | Reino Unido |
| IV                  | 654  | 200  | Evangelho de Tomé                                         | Museu Britânico; Inv. 1531                            | Londres                 | Reino Unido |
| IV                  | 655  | 200  | Evangelho de Tomé                                         | Houghton Library, Harvard SM Inv. 4367                | Cambridge Massachusetts | EUA         |
| XLI                 | 2949 | 200  | Evangelho de Pedro?                                       | Ashmolean Museum                                      | Oxford                  | Reino Unido |
| L                   | 3524 | 550  | Proto-Evangelho de Tiago 25:1                             | Ashmolean Museum                                      | Oxford                  | Reino Unido |
| L                   | 3525 | 250  | Evangelho de Maria                                        | Ashmolean Museum                                      | Oxford                  | Reino Unido |
| LX                  | 4009 | 150  | Evangelho de Pedro?                                       | Ashmolean Museum                                      | Oxford                  | Reino Unido |
| I                   | 6    | 450  | Atos de Paulo e Tecla                                     |                                                       |                         |             |
| VI                  | 849  | 325  | Atos de Pedro                                             |                                                       |                         |             |
| VI                  | 850  | 350  | Atos de João                                              |                                                       |                         |             |
| VI                  | 851  | 500  | Atos Apócrifos                                            |                                                       |                         |             |
| VIII                | 1081 |      | Evangelho Gnóstico                                        |                                                       |                         |             |
| II                  | 210  | 250  | Evangelho desconhecido                                    | Biblioteca da Universidade de Cambridge Add. Ms. 4048 | Cambridge               | Reino Unido |
| V                   | 840  | 200  | Evangelho desconhecido                                    | Biblioteca Bodleiana Ms. Gr. Th. g 11                 | Oxford                  | Reino Unido |
| X                   | 1224 | 300  | Evangelho desconhecido                                    | Biblioteca Bodleiana Ms. Gr. Th. e 8 (P)              | Oxford                  | Reino Unido |

#### Outros textos relacionados
- Quatro datas exatas foram marcadas em negrito:

1. três Libelli são datados: todos para o ano 250, dois inclusive no mês e um, no dia;
2. um Mandado de prisão de um cristão foi datado para 28 de fevereiro de 256.

| Vol                                                           | Oxy  | Data | Conteúdo                                                 | Instituição                                                     | Cidade, Estado        | País        |
| ------------------------------------------------------------- | ---- | ---- | -------------------------------------------------------- | --------------------------------------------------------------- | --------------------- | ----------- |
| Citações Bíblicas                                             |      |      |                                                          |                                                                 |                       |             |
| VIII                                                          | 1077 | 550  | Amuleto: texto mágico cita Mateus 4:23–24                | Trexler Library; Pap. Theol. 2 Muhlenberg College               | Allentown Pensilvânia | EUA         |
| LX                                                            | 4010 | 350  | "Pai Nosso" (Mateus 6:9ff) com oração introdutória       | Ashmolean Museum                                                | Oxford                | Reino Unido |
| Credos                                                        |      |      |                                                          |                                                                 |                       |             |
| XVII                                                          | 2067 | 450  | Credo de Niceia (325)                                    | Papyrology Room Ashmolean Museum                                | Oxford                | Reino Unido |
| XV                                                            | 1784 | 450  | Credo Constantinopolitano (381)                          | Ambrose Swasey Library Colgate Rochester Crozer Divinity School | Rochester NY          | EUA         |
| Pais da Igreja                                                |      |      |                                                          |                                                                 |                       |             |
| III                                                           | 405  | 250  | Ireneu, Adversus Haereses                                | Biblioteca da Universidade de Cambridge Add. Ms. 4413           | Cambridge             | Reino Unido |
| XXXI                                                          | 2531 | 550  | Teófilo de Alexandria Peri Katanuxeos [?]                | Sackler Library                                                 | Oxford                | Reino Unido |
| Tratados teológicos desconhecidos                             |      |      |                                                          |                                                                 |                       |             |
| XIII                                                          | 1600 | 450  | Tratado sobre a A Paixão                                 | Biblioteca Bodleiana Ms. Gr. Th. d 4 (P)                        | Oxford                | Reino Unido |
| I                                                             | 4    | 300  | Fragmento teológico                                      | Biblioteca da Universidade de Cambridge                         | Cambridge             | Reino Unido |
| III                                                           | 406  | 250  | Fragmento teológico                                      | Library; BH 88470.1 McCormick Theological Seminary              | Chicago Illinois      | EUA         |
| Diálogos (discussões teológicas)                              |      |      |                                                          |                                                                 |                       |             |
| XVII                                                          | 2070 | 275  | Diálogo contra o Judaísmo                                | Sackler Library                                                 | Oxford                | Reino Unido |
| XVII                                                          | 2071 | 550  | Fragmentos de um diálogo                                 | Sackler Library                                                 | Oxford                | Reino Unido |
| Apologias (Argumentos em defesa do Cristianismo)              |      |      |                                                          |                                                                 |                       |             |
| XVII                                                          | 2072 | 250  | Fragmentos de uma apologia                               | Sackler Library                                                 | Oxford                | Reino Unido |
| Homilias (pequenos sermões)                                   |      |      |                                                          |                                                                 |                       |             |
| XIII                                                          | 1601 | 400  | Homilia sobre a guerra espiritual                        | Ambrose Swasey Library Colgate Rochester Crozer Divinity School | Rochester NY          | EUA         |
| XIII                                                          | 1602 | 400  | Homilia aos monges (em papel velino)                     | Biblioteca da University de Gante                               | Gante                 | Bélgica     |
| XIII                                                          | 1603 | 500  | Homilia sobre as mulheres                                | Biblioteca Universitária John Rylands Inv R. 55247              | Manchester            | Reino Unido |
| XV                                                            | 1785 | 450  | Coleção de homilias [?]                                  | Ashmolean Museum                                                | Oxford                | Reino Unido |
| XVII                                                          | 2073 | 375  | Fragmento de uma homilia e outro texto                   | Sackler Library                                                 | Oxford                | Reino Unido |
| Textos litúrgicos cristãos (Protocolos para reuniões cristãs) |      |      |                                                          |                                                                 |                       |             |
| XVII                                                          | 2068 | 350  | Fragmentos litúrgicos [?]                                | Sackler Library                                                 | Oxford                | Reino Unido |
| III                                                           | 407  | 300  | Oração Cristã                                            | Museu Britânico                                                 | Londres               | Reino Unido |
| XV                                                            | 1786 | 275  | Hino cristão com notação musical                         | Sackler Library                                                 | Oxford                | Reino Unido |
| Hagiografias (Biografia de Santos)                            |      |      |                                                          |                                                                 |                       |             |
| L                                                             | 3529 | 350  | martírio de Dióscoro                                     | Ashmolean Museum                                                | Oxford                | Reino Unido |
| Libelli (Certificados de realização de sacríficios pagãos)    |      |      |                                                          |                                                                 |                       |             |
| LVIII                                                         | 3929 | 250  | Libellus de entre 25 de Junho e 24 de Julho 250          | Ashmolean Museum                                                | Oxford                | Reino Unido |
| IV                                                            | 658  | 250  | Libellus do ano de 250                                   | Beinecke Library Universidade de Yale                           | New Haven Connecticut | EUA         |
| XII                                                           | 1464 | 250  | Libellus de 27 de Junho de 250                           | Museu Britânico                                                 | Londres               | Reino Unido |
| XLI                                                           | 2990 | 250  | Libellus do século III                                   | Sackler Library                                                 | Oxford                | Reino Unido |
| Textos históricos                                             |      |      |                                                          |                                                                 |                       |             |
| XLII                                                          | 3035 | 256  | Mandado de prisão para um cristão 28 de fevereiro de 256 | Ashmolean Museum                                                | Oxford                | Reino Unido |
| Outros fragmentos                                             |      |      |                                                          |                                                                 |                       |             |
| I                                                             | 5    | 300  | Fragmento cristão primitivo                              | Biblioteca Bodleiana Ms. Gr. Th. f 9 (P)                        | Oxford                | Reino Unido |

### Artigos
- Novum Testamentum Graece
- Paleografia
- Papirologia
- Tanakh em Qumran
- Crítica textual
- Hinos de Oxirrinco
- Evangelhos de Oxirrinco

### Listas
- Lista dos papiros do Novo Testamento
- Lista de uncias do Novo Testamento
- Lista de minúsculos do Novo Testamento
- Lista de lecionários do Novo Testamento
- Categorias dos manuscritos do Novo Testamento

### Volumes sobre P.Oxy disponíveis noInternet Archive

#### Com tradução e notas por Grenfeel e Hunt
- The Oxyrhynchus papyri vol. I
- The Oxyrhynchus papyri vol. II
- The Oxyrhynchus papyri vol. III
- The Oxyrhynchus papyri vol. IV
- The Oxyrhynchus papyri vol. V
- The Oxyrhynchus papyri vol. VI
- The Oxyrhynchus papyri vol. X
- The Oxyrhynchus papyri vol. XII
- The Oxyrhynchus papyri vol. XIII
- The Oxyrhynchus papyri vol. XIV

#### Com tradução e notas por Hunt
- The Oxyrhynchus papyri vol. VII
- The Oxyrhynchus papyri vol. VIII
- The Oxyrhynchus papyri vol. IX